# Xplora
Xplora era um canal de televisão pertencente à Atresmedia Corporación, que iniciou suas transmissões oficiais em 1º de maio de 2012 na grade espanhola da TDT. Desde o seu encerramento em 6 de maio de 2014, a sua oferta televisiva, baseada em documentários de todos os géneros, transmitida durante catorze horas por dia através da Atresplayer, a plataforma de televisão online da Atresmedia. O canal encerrou em 6 de junho de 2014.

## Programação
Xplora foi um canal dedicado ao documentário em todos os seus gêneros: culturas, nosso mundo, tecnociência, natureza e história; com produções norte-americanas e britânicas de documentários e documentários de reality shows. Para isso, a rede teve títulos de especialistas em documentários como BBC, National Geographic, History Channel, HBO, Zodiak, Fremantle, Cineflix e Rive Gauche, que eram alguns dos fornecedores da Xplora.